# Distinzione tra blu e verde in altre lingue
In molte lingue, i colori descritti in italiano come "blu" e "verde", che nelle lingue indoeuropee hanno due termini propri diversi (alcuni esempi sono "blue" e "green" in inglese, "azul" e "verde" in spagnolo, "niebieski" e "zielony" in polacco, "kaltër" e "gjelbër" in albanese, "μπλε" e "πράσινο" in greco, "zaļš" e "zils" in lettone, "glas" e "gwyrdd" in gallese, "آبی" e "سبز" in persiano, "نیلا" e "سبز" in urdu ecc.), sono collessificati, cioè espressi utilizzando un unico termine. Per descrivere questa lacuna lessicale, alcuni linguisti utilizzano la parola macedonia blerde, da blu e verde, calco dell'inglese grue, da green e blue, un termine coniato dal filosofo Nelson Goodman — con un significato piuttosto diverso — nel suo libro Fact, Fiction, and Forecast, pubblicato nel 1955, per illustrare il suo "nuovo enigma dell'induzione". Un'alternativa a blerde può essere verdeblù. La formazione opposta, vu o vlu, non è solitamente utilizzata.
L'esatta definizione di "blu" e "verde" può essere complicata dal fatto che i parlanti non distinguono principalmente la tonalità, ma utilizzano termini che descrivono altre componenti del colore come saturazione e luminosità o altre proprietà dell'oggetto descritto.
Secondo lo studio del 1969 di Brent Berlin e Paul Kay Termini dei colori di base: la loro universalità ed evoluzione, i primi termini a emergere sono quelli per bianco (chiaro-caldo) e nero (o scuro-freddo) (fase I), poi rosso (fase II), poi alternativamente verde o giallo (fase IV). Secondo Berlin e Kay, dei termini distinti per marrone (fase VI) e viola, rosa, arancione e grigio (fase VII) non emergeranno in una lingua fino a quando questa non avrà fatto una distinzione tra verde (fase III o IV) e blu (fase V).